# 大卫·沃瑟斯庞
大衛·沃瑟爾斯普恩（英語：David Wotherspoon；1990年1月16日—）是一名出生在英國蘇格蘭的加拿大足球員，司職中場。

## 生平

### 國家隊生涯

#### 蘇格蘭
沃瑟爾斯普恩曾先後為蘇格蘭U-18和U-19國青隊上陣。

#### 加拿大
沃瑟爾斯普恩的母親在加拿大出生，因此沃瑟爾斯普恩有資格為加拿大上陣。他在2018年第一次入選加拿大男足的大名單，參加對新西蘭男足的友誼賽，而他當時還不曾踏足加拿大。
2019年9月，沃瑟爾斯普恩入選加拿大男足出戰中北美國家聯賽（A聯賽）的大名單。